# Mihály von Munkácsy

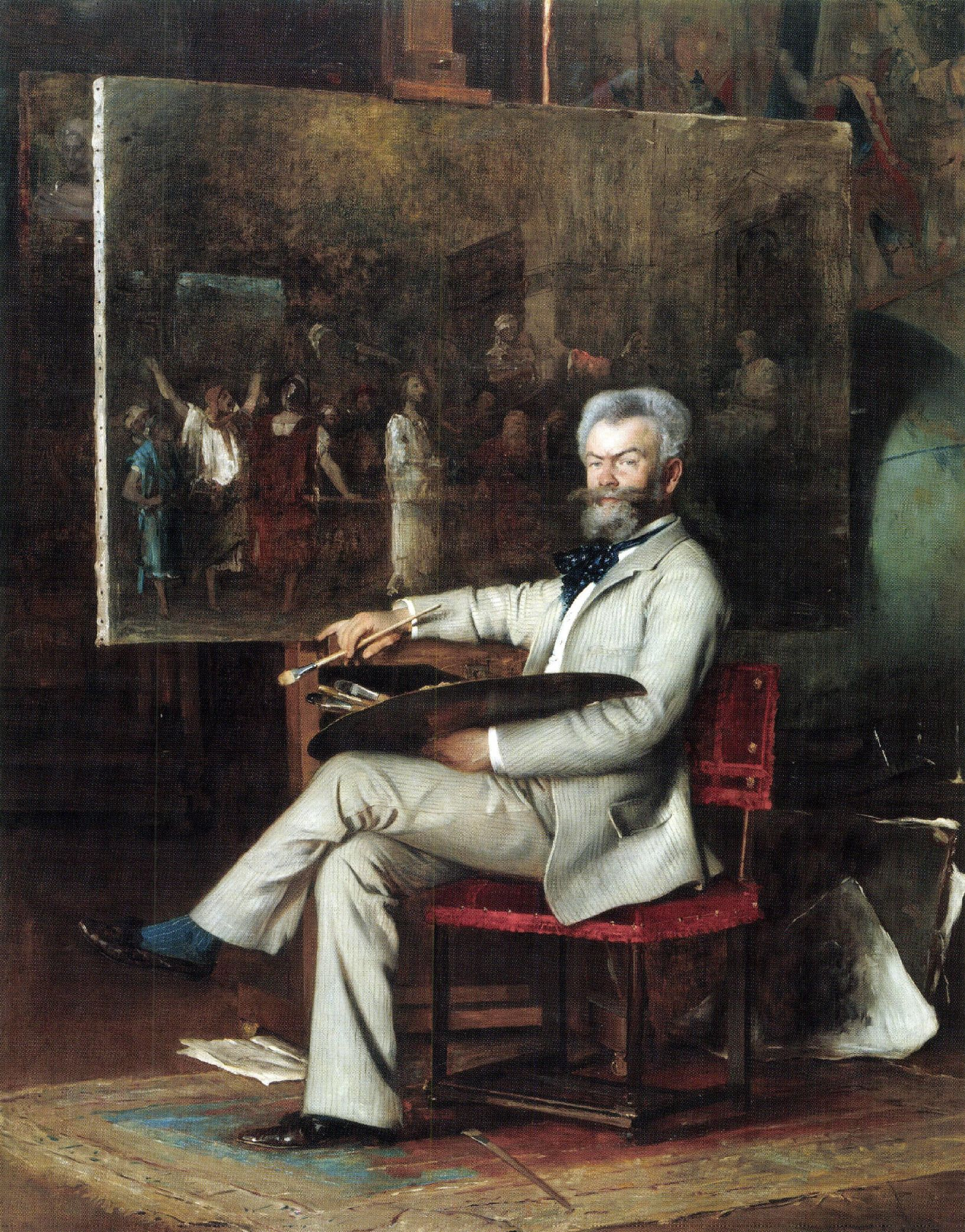
Mihály von Munkácsy, 1887, Gemälde von Hans Temple

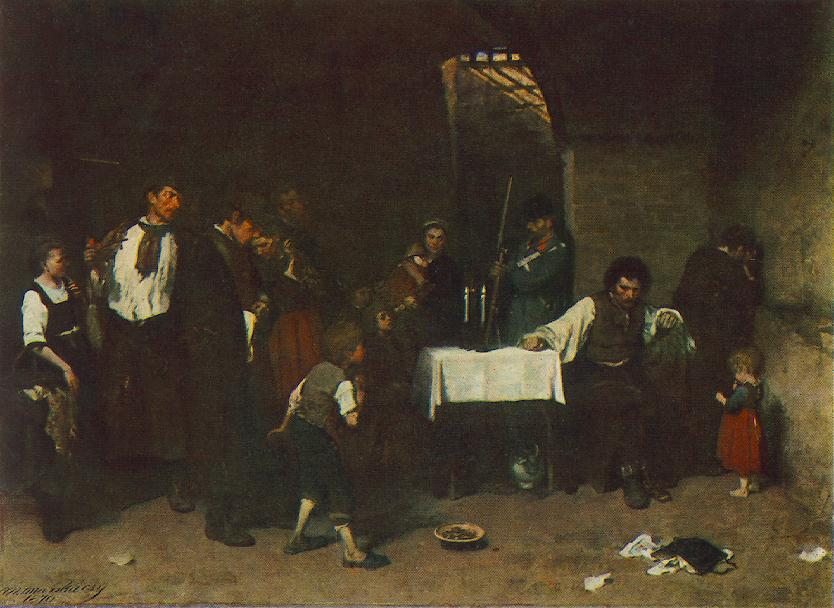
Der letzte Tag eines Verurteilten, 1870, Ungarische Nationalgalerie

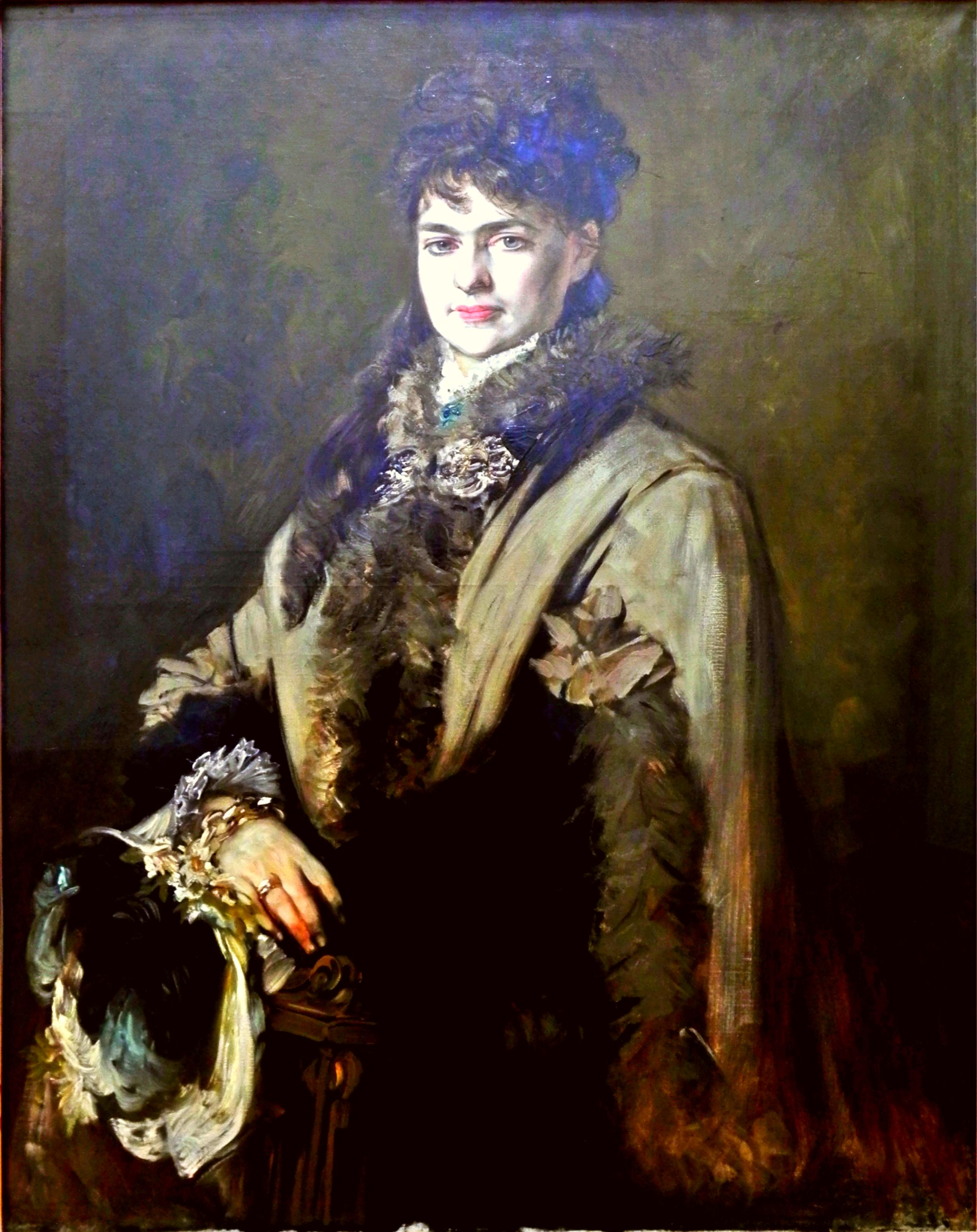
Cécile von Munkácsy, die Gattin des Künstlers, gemalt von Hans Makart, wahrscheinlich als Hochzeitsgeschenk für das junge Ehepaar (Niedersächsisches Landesmuseum Hannover)

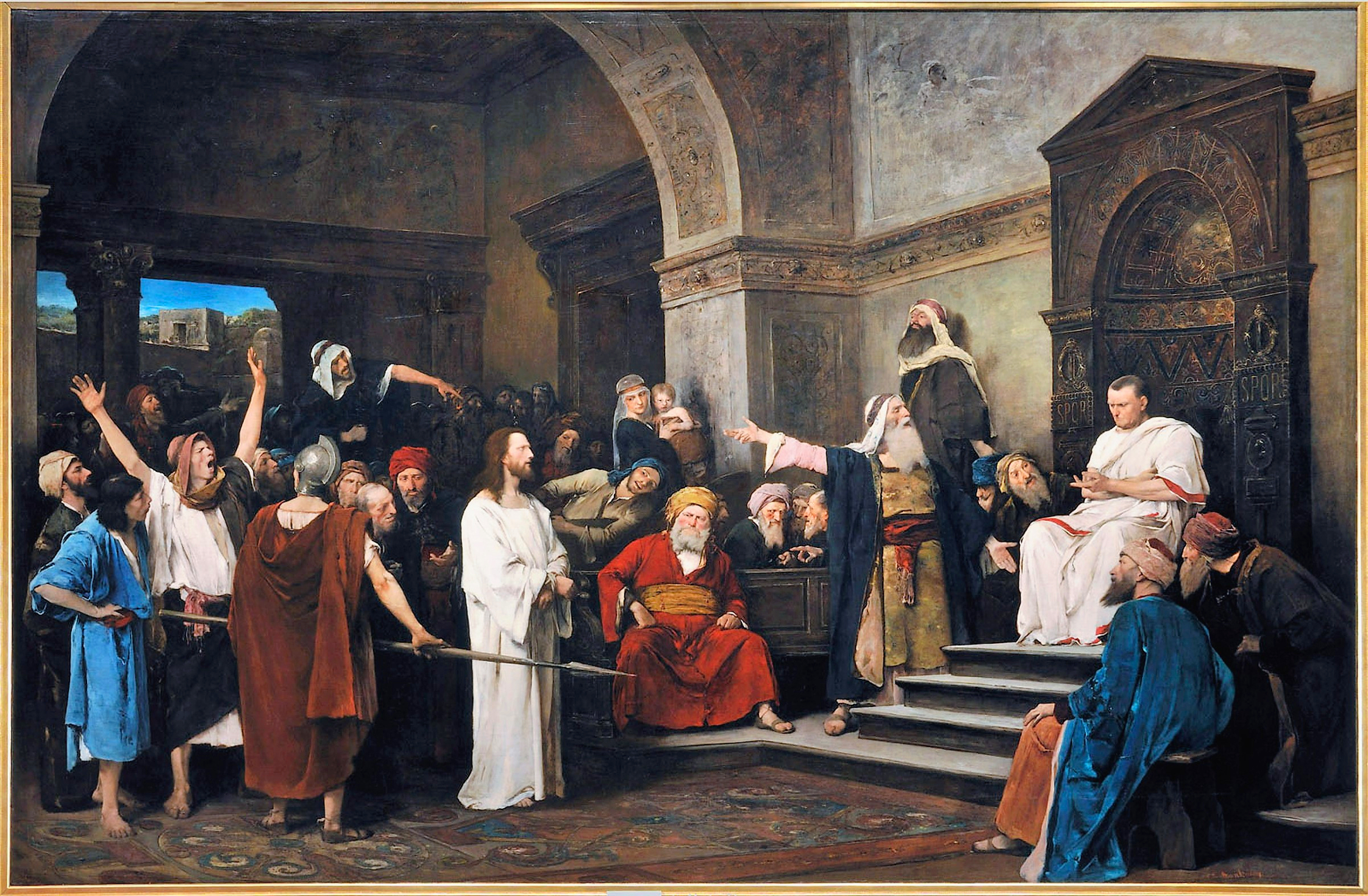
Christus vor Pilatus, 1881, Déri-Museum

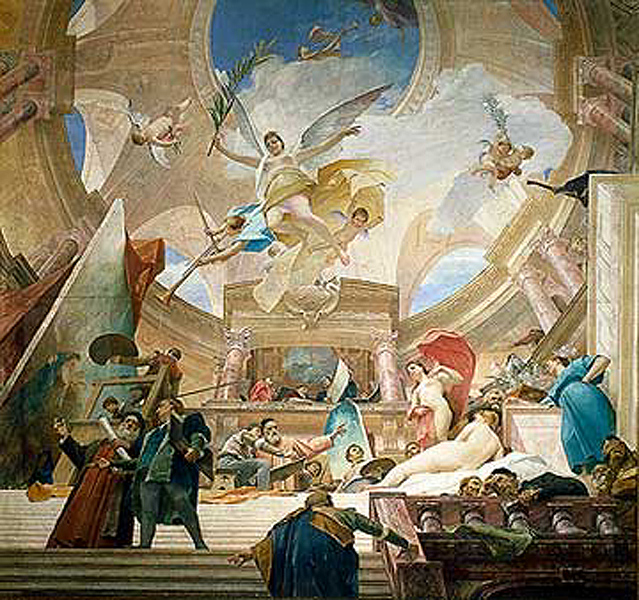
Apotheose der Renaissance, 1888, Deckengemälde im Stiegenhaus des Kunsthistorischen Museums

Mihály von Munkácsy, Geburtsname Michael Leo Lieb (* 20. Februar 1844 in Munkács; † 1. Mai 1900 in Endenich bei Bonn), war ein ungarischer Maler des Realismus, der im 19. Jahrhundert europaweit bekannt war.

## Leben
Mihály von Munkácsy stammte aus einer bayerischen Familie, welche seit 1730 in Ost-Ungarn (Bártfa, heute Bardejov, Slowakei) ansässig war. Im Zuge der Magyarisierung und aus Liebe zu seinem Geburtsort nahm er 1863 den Namen Munkácsy an. Zeitweise in ärmlichen Verhältnissen aufwachsend, weil sein Vater Mihaly (1800–1852) als Teilnehmer der Ungarischen Revolution 1848/1849 zu einer Gefängnisstrafe verurteilt worden war, kam er mit vier Jahren zu seinem Onkel Antal Reök nach Cserépváralja. Nachdem 1850 seine Mutter und 1852 sein Vater gestorben waren, wurde ein anderer Onkel, der Rechtsanwalt István Reök in Békéscsaba im Bezirk Gyula, sein Vormund. Dort absolvierte er von 1855 bis 1858 eine vierjährige Schreinerlehre. Anschließend arbeitete er als Geselle in Arad, wo er in seiner knappen freien Zeit in einem Milieu junger Künstler verkehrte.
Als er infolge schwerer Entbehrungen erkrankt war, kehrte er Ende 1860 in das Haus seines Onkels zurück, der nach Gyula umgezogen war. 1861 lernte er dort den Maler Elek Szamossy (1826–1888) kennen, der sein Talent entdeckte, ihn unterwies und ihn zum Studium ermunterte. 1863 studierte er an der Kunstakademie in Budapest und 1864 an der Wiener Kunstakademie, wo er Klassen von Joseph von Führich und Albert Zimmermann besuchte. Von 1866 bis 1868 hielt er sich in München auf, um bei Franz Adam seine Studien fortzusetzen und im Atelier von Sándor Wagner zu arbeiten. Aus dieser Zeit stammt auch seine Bekanntschaft mit Wilhelm Leibl. Im Oktober 1867 besuchte er mit dem Geld eines Reisestipendiums, das er von dem ungarischen Minister József Eötvös erhalten hatte, die Weltausstellung Paris, wo ihn Werke von Gustave Courbet inspirierten.
Auf Empfehlung von Antal Ligeti, der ihm finanzielle Unterstützung zusicherte, setzte er 1868 bis 1870 seine Studien im Privatunterricht bei Benjamin Vautier und Ludwig Knaus in Düsseldorf fort. Bereits in Wien hatte Munkácsy um 1865 Knaus’ Gemälde Der Taschenspieler in der Scheune gesehen und davon fasziniert den Entschluss gefasst, bei Knaus zu studieren. Persönlich waren sie sich 1867 auf der Weltausstellung in Paris begegnet.
Ein Vorbild war ihm in Düsseldorf auch die Genremalerei von Carl d’Unker, der in der Nachfolge von Johann Peter Hasenclever die psychologisierende Darstellung von Charaktertypen ebenfalls pflegte. In Düsseldorf, wo er mit László Paál, den er schon in Arad kennengelernt hatte, eine Wohnung und ein Atelier teilte, entstanden verschiedene Bilder, 1869/1870 auch die 1. Fassung seines ersten großen Werks, Der letzte Tag eines Verurteilten, das er 1870 im Salon de Paris ausstellte und mit dem er als Gewinner einer Goldmedaille des Salons seinen künstlerischen Durchbruch feierte. Von 1870 bis 1873 war er Mitglied des Künstlervereins Malkasten.
Vielleicht schon ab Ende 1871, spätestens ab Anfang 1872, lebte er – hierzu besonders angeregt von Mihály Zichy – in Paris, wo er regelmäßig zu den Ausstellenden des Pariser Salons gehörte. In Paris bezog er Ende 1873 ein elegantes Atelier, nachdem er dort zu einem gefragten Maler der gehobenen Gesellschaft aufgestiegen war. Sein Erfolg verschaffte ihm europaweite Anerkennung. 1877 erhielt er das Ritterkreuz, 1878 das Offizierskreuz der Ehrenlegion. 1880 wurde er von Franz Joseph I. in den ungarischen Adelstand erhoben.
Munkácsy schuf zahlreiche kleinformatige Landschaftsbilder im Stile der Schule von Barbizon. Diese zeichnen sich ebenso wie seine Genreszenen, seine Stillleben und Porträts sowie die pathetischen Historienbilder und religiösen Darstellungen durch eine sichere und schwungvolle Pinselführung sowie warme und leuchtende Farben aus (Kolorismus). Munkácsys frühe Werke waren sozial engagiert und den ungarischen Freiheitskämpfen gewidmet. Mit der Übersiedlung nach Paris wandte er sich – unterstützt von dem Kunstmäzen Edouard de Marche und dessen Gattin Cécile (1845–1915), die er nach dessen Tod (1873) heiraten sollte – der Salonkunst zu. Die effektvollen, oft großformatigen Genre-, Salon- und Landschaftsbilder dieser Zeit ließen sich erfolgreich verkaufen, etwa bei den Kunsthändlern Adolphe Goupil und Michel Knoedler. Um seinen aufwendigen Lebensstil in seinem Pariser Palais und auf Schloss Kolpach sowie seine ausgedehnten Reisen zu finanzieren, unterzeichnete Munkácsy 1878 einen Zehnjahresvertrag mit dem in Paris ansässigen Kunsthändler Charles Sedelmeyer, der Munkácsy ein geregeltes Einkommen und Unterstützung bei der Vermarktung bot. Im Gegenzug hatte Sedelmeyer das Vorkaufsrecht.
Durch seine am 5. August 1874 geschlossene Ehe mit der vermögenden Baronin Marche, die sich in den ersten Kreisen der Pariser Gesellschaft bewegte und als Salonnière der Belle Époque selbst Gesellschaften gab, begann für ihn ein Leben als „Malerfürst“. Gleichwohl litt er an Selbstzweifeln und Depressionen, die bei einem früheren Besuch des Landsitzes der Marches, Schloss Kolpach in Luxemburg, dazu geführt hatten, dass er sich aus einem der oberen Fenster des Anwesens stürzte.
Erst in seinen Spätwerken fand er wieder zu einem sozialen und politischen Engagement zurück. Sein Wirken hatte einen großen Einfluss auf die ungarische Malerei. Viele seiner Werke befinden sich heute in der Ungarischen Nationalgalerie in Budapest, in der Neuen Pinakothek München (Besuch bei einer Wöchnerin) aber auch in weiteren Museen Europas und den USA. Auch das Deckengemälde im Stiegenhaus des Kunsthistorischen Museums in Wien stammt von ihm.
Munkácsy starb in geistiger Umnachtung, die wohl das Endergebnis einer allmählich fortschreitenden, bereits in der Jugend erworbenen Syphilis-Erkrankung war, in der Heilanstalt Endenich, in die ihn seine Gattin 1897 nach einem Sanatoriumsaufenthalt bei Baden-Baden hatte einliefern lassen. Seine Grabstätte befindet sich auf dem Budapester Kerepesi temető.

## Mihály-von-Munkácsy-Preis
1950 stiftete der ungarische Staat den Mihály-von-Munkácsy-Preis (Munkácsy Mihály-díj), um jährlich ungarische Kunst, damals vor allem Werke des Sozialistischen Realismus, zu würdigen. Hierzu besteht eine Jury aus Sachverständigen, deren Mitglieder für vier Jahre bestellt sind und dem zuständigen Minister, der über die Vergabe des Preises (Urkunde, Medaille und Geldpreis) entscheidet, eine gemeinsame Vorschlagsliste unterbreiten.